# Plumatella serrulata
Plumatella serrulata är en mossdjursart som beskrevs av Lacourt 1947. Plumatella serrulata ingår i släktet Plumatella och familjen Plumatellidae. Inga underarter finns listade i Catalogue of Life.